# Saint-Martin-des-Fontaines
 Saint-Martin-des-Fontaines  es una población y comuna francesa, en la región de Países del Loira, departamento de Vendée, en el distrito de Fontenay-le-Comte y cantón de L'Hermenault.

## Demografía
| 218 | 249 | 219 | 189 | 191 | 206 |
| Para los censos de 1962 a 1999 la población legal corresponde a la población sin duplicidades (Fuente: INSEE [Consultar]) |     |     |     |     |     |